# Monte Margarida
Monte Margarida é uma povoação portuguesa do Município da Guarda que foi sede da extinta Freguesia de Monte Margarida, freguesia que tinha 4,45 km² de área e 36 habitantes (2011), e, por isso, uma densidade populacional de 8,1 hab/km².
A Freguesia de Monte Margarida foi extinta (agregada) pela reorganização administrativa de 2012/2013, sendo o seu território integrado na União de Freguesias de Rochoso e Monte Margarida com a sede em Rochoso.
A paróquia com o mesmo nome, sob a invocação do Divino Espírito Santo, pertence ao Arciprestado do Rochoso, da Diocese da Guarda.

## População
| Totais e grupos etários | Totais e grupos etários | Totais e grupos etários | Totais e grupos etários | Totais e grupos etários | Totais e grupos etários | Totais e grupos etários | Totais e grupos etários | Totais e grupos etários | Totais e grupos etários | Totais e grupos etários | Totais e grupos etários | Totais e grupos etários | Totais e grupos etários | Totais e grupos etários | Totais e grupos etários |
| ----------------------- | ----------------------- | ----------------------- | ----------------------- | ----------------------- | ----------------------- | ----------------------- | ----------------------- | ----------------------- | ----------------------- | ----------------------- | ----------------------- | ----------------------- | ----------------------- | ----------------------- | ----------------------- |
|                         | 1864                    | 1878                    | 1890                    | 1900                    | 1911                    | 1920                    | 1930                    | 1940                    | 1950                    | 1960                    | 1970                    | 1981                    | 1991                    | 2001                    | 2011                    |
| Total                   | 206                     | 247                     | 258                     | 247                     | 190                     | 175                     | 185                     | 229                     | 244                     | 222                     | 151                     | 112                     | 65                      | 44                      | 36                      |

| 0-14 anos | 15-24 anos | 25-64 anos | 65 e + anos |
| 0 \| 0    | 4 \| 0     | 17 \| 11   | 23 \| 25    |
|           |            | -35%       | +9%         |

## Património
- Igreja Matriz de Monte Margarida